# Le Désir et l'Amour
Pour plus de détails, voir Fiche technique et Distribution.
Le Désir et l'Amour est un film franco-espagnol réalisé par Henri Decoin, sorti en 1951.

## Résumé
Dans la petite localité de Torremolinos, sur la côte méditerranéenne espagnole, une troupe d'artistes et de techniciens de cinéma français organise le tournage de leur film : « Le Désir et l'Amour ». Tête d'affiche féminine, Martine (Martine Carol), tombe amoureuse d'Antonio,le  beau pêcheur engagé comme remplaçant du jeune premier Gérard. Mais la fiancée d'Antonio, Lola, ne supporte pas l'emprise de Martine sur son compagnon. Lola va tout faire pour tuer cette passion naissante.

## Fiche technique
- Titre original : Le Désir et L'Amour
- Réalisation : Henri Decoin
- Réalisateur adjoint espagnol : Luis Maria Delgado
- Assistant réalisateur : Fabien Collin
- Scénario et dialogues : Henri Decoin et José Santugini, d'après le roman Le désir et l'amour d'Auguste Bailly édité en 1929 par Arthème Fayard et Cie (125 pages)
- Musique : René Sylviano et Jesús García Leoz
- Format : Noir et blanc  - 1,37:1 - 35 mm - Son mono
- Genre : Drame
- Durée : 91 minutes 22 secondes
- Sortie en salle : 
  -  France - 9 octobre 1951
- Affiche : Georges Dastor (France)

## Distribution
- Martine Carol : Martine, la star
- Antonio Vilar : Antonio, un pêcheur espagnol
- Françoise Arnoul : Titi, la script-girl
- Carmen Sevilla : Lola, la fiancée d'Antonio
- Tony Hernández : Manolo
- Gérard Landry : Gérard, le jeune premier
- Matilde López Roldán : l'amie de Lola
- Parisys : Adèle, l'habilleuse
- Albert Préjean : le régisseur général
- Joaquín Roa : Miguel, le régisseur espagnol
- José María Rodríguez : le premier pêcheur
- Ena Sedeño : l'autre amie de Lola
- Henri Decoin : le metteur en scène
- André Chanu : le speaker
- Paul Bisciglia
- Rafael Cortés
- Fabien Collin : l'assistant-réalisateur
- Antonio Florido : le maquilleur